# 378年
| 千纪： | 1千纪                                                                                           |
| 世纪： | 3世纪 \| 4世纪 \| 5世纪                                                                         |
| 年代： | 340年代 \| 350年代 \| 360年代 \| 370年代 \| 380年代 \| 390年代 \| 400年代                       |
| 年份： | 373年 \| 374年 \| 375年 \| 376年 \| 377年 \| 378年 \| 379年 \| 380年 \| 381年 \| 382年 \| 383年 |
| 纪年： | 戊寅年（虎年）；东晋太元三年；前秦建元十四年                                                    |

## 大事记
- 1月16日，蒂卡爾征服鄰邦烏夏克吞（Uaxactun）。
- 8月9日，阿德里安堡戰役，反叛的哥特人擊敗東羅馬帝國。
- 苻堅發動東晉襄陽之圍，派苻丕與苟萇等進攻襄陽，次年二月攻下；派彭超圍攻彭城，但被謝玄率領何謙、田洛及戴逯在君川擊敗。

## 逝世
- 瓦倫斯，羅馬帝國東部皇帝，在阿德里安堡戰役陣亡。
- 郗超，東晉政治人物。